# Tytthocope neupokoevi
Tytthocope neupokoevi är en kräftdjursart som först beskrevs av Gurjanova 1946.  Tytthocope neupokoevi ingår i släktet Tytthocope och familjen Munnopsidae. Inga underarter finns listade i Catalogue of Life.